# الحارث المحاسبي
الحارث بن أسد بن عبد الله العنزي المحاسبي البصري البغدادي كنيته أبو عبد الله، وسمي «المحاسبي» لأنه كان يحاسب نفسه. إمام وزاهد من أكابر الصوفية وأحد العلماء المشهورين في القرن الثالث الهجري. كَتب الحديث وتفقه وعرف مذاهب النُسَّاك وآثارهم وأخبارهم، وتصانيفه مشهورة كثيرة. يقول عنه أبو عبد الرحمن السلمي أنه: «أستاُذ أكثرِ البغداديين»

## مولده ونشأته
ولد في البصرة سنة 170 هـ في زمن الخلافة العباسية. وعاش في عصر يزخر بالعلوم والمعارف والأئمة والمفكرين الكبار، ومن معاصريه أحمد بن حنبل. ثم قدم المحاسبي إلى بغداد في سن مبكرة مستزيدًا من العلم والثقافة.

## تلاميذه
- ابن مسروق
- أحمد بن القاسم بن نصر الفرائضي
- الجنيد البغدادي
- أحمد بن الحسن الصوفي
- إسماعيل بن إسحاق السراج
- الحسين بن صالح بن خيران الفقيه

## ورعه
كان شديد الورع، وما يُرْوَى عن مواقفه في هذا الباب يندُر أن يوجد له نظير في أحوال الناس، حتى الصالحين منهم.
قال الجنيد: «خَلَّفَ له أبوه مالًا كثيرًا فتركه، وقال: صحَّت الرواية عن النبي أنه قال: «لا يتوارث أهل ملَّتين شيئًا».. وكان أبوه واقفيًّا»؛ أي يقف في القرآن فلا يقول هو مخلوق ولا غير مخلوق، فرفض المحاسبي أن يرث منه؛ لأنه لم يجزم بأن القرآن غير مخلوق، على الرغم من تركه لمال كثير.
ومن القصص الأخرى التي تدل على ورعه الشديد، ما يُحكى عن الجنيد أن الحارث المحاسبي مَرَّ به يومًا فرأى فيه أثر الجوع فدعاه لدخول الدار وتناول الطعام فوافق. فكان في البيت شيء من طعام عُرْسِ قومٍ، فقدَّمَه إليه، فأخذ المحاسبي لقمة وأدارها في فمه مرات ثم قام وألقاها وغادر. فلما رآه الجنيد بعد ذلك بأيام قال له في ذلك وعاتبه، فقال المحاسبي: «إني كنت جائعًا وأردت أن أَسُرَّك بأكلي وأحفظ قلبك، ولكني بيني وبين اللَّه سبحانه علامة، أَن لا يسوِّغني طعامًا فِيهِ شبهة فلم يمكني ابتلاعه، فمن أين كَانَ لَك ذَلِكَ الطعام؟» فأجابه الجنيد أنه «حُمِلَ إليَّ من دار قريب لي من العُرس»، ثم قال له الجنيد: «تدخل اليوم»، فقال: «نعم». فقدَّم إليه كِسرًا يابسة؛ فأكل وقال: «إذا قَدَّمْتَ إلى فقير شيئًا فقدِّم إليه مثل هذا».

## من أقواله
- في تنزيه الله «هو سبحانه علم ما كان وما يكون وما لا يكون لو كان كيف كان يكون وذلك لتفرده بعلم الغيوب فلا حاجة للقول بصفات حادثة ولا حاجة لنفي الصفات بحجة التنزيه ما دام العلم واحدا في كل حال والمتغير تعلقه أي المعلوم إذ أن العلم هو انكشاف المعلوم على ما هو عليه»
- «من أراد أن يذوق لذة طعم معاشرة أهل الجنة فليصحب الفقراء الصادقين»
- «المحبة ميلك إلي المحبوب بكليتك، ثم أيثار له علي نفسك وزوجك ومالك، ثم موافقتك له سراَ وجهراَ، ثم علمك بتقصيرك في حبه»
- «جوهر الإنسان الفضل وجوهر العقل التوفيق»
- «ترك الدنيا مع ذكرها صفة الزاهدين وتركها مع نسيانها صفة العارفين»
- «خيار هذه الأُمةِ الذين لا تشغُلهم آخِرتهم عن دنيا هم؛ ولا دنياهم عن آخِرتِهم»
- «من طبع على البدعة متي يشيع فيه الحق؟»
- قال أبو عبد الرحمن السلمي: سمعت عبد االله علي الطوسي يقول: سمعت جعفرا الخلدي يقول: سمعت أبا عثمان البلدي يقول: قال الحارث المحاسبي: «من صح باطنه بالمراقبة والإخلاص، زين الله ظاهره بالمجاهدة واتِّباع السنَّة»
- «اصرف الخطرة، فإن لم تفعل صارت عزيمة فحاربها، فإن لم تفعل صارت فعلا، فتب منه، فإن لم تفعل صارت عادة»

## قيل فيه
- قال أبو عبد االله بن خفيف: «اقتدوا بخمسة من شيوخنا، والباقون سلِّموا لهم حالهم: الحارث بن أسد المحاسبي، والجنيد بن محمد، وأبو محمد رُويم، وأبو العباس ابن عطاء، وعمرو بن عثمان المكيِّ؛ لأنهم جمعوا بين العلم والحقائق»[8]
- قال الخطيب البغدادي: «وكان أحمد بن حنبل يكره لحارث نظره في الكلام، وتصانيفه الكتب فيه، ويصد الناس عنه» [9]

## مؤلفاته
وله كتب كثيرة في الزهد، وفي أصول الديانات، وفي الرد على المعتزلة والرافضة، قال جمع من الصوفية: إنها تبلغ مئتي مصنف، من أهمها:
- رسالة المسترشدين
- فهم القرآن ومعانيه
- التوبة
- بدء من أناب إلى الله
- شرح المعرفة وبذل النصيحة
- آداب النفوس
- الرعاية لحقوق الله
- التوهم
- ماهية العقل وحقيقة معناه
- المسائل في أعمال القلوب والجوارح
- المسائل في الزهد
- البعث والنشور

## وفاته
توفي المحاسبي ببغداد سنة 243 هـ.

## وصلات خارجية
- كتاب آداب النفوس للمحاسبي